# Imantocera niasensis
Imantocera niasensis là một loài bọ cánh cứng trong họ Cerambycidae.